# Gumbeite
La Gumbeite è una roccia metasomatica che sostituisce le granodioriti e le sieniti ed è associata a lenti e  vene quarzose a molibdeno o rame.

## Etimologia
Il nome viene dal deposito minerario di Gumbeika negli Urali, Russia ed è stato proposto da Korzhinskii (1946).

## Composizione mineralogica
L'associazione minerale tipica è quarzo + ortoclasio + carbonati (serie dolomite-ankerite). Possono essere presenti anche alcuni solfuri e la scheelite. La zona più esterna di gumbeitizzazione contiene comunemente flogopite o biotite magnesiaca.

## Facies e mineralizzazioni collegate
Nella famiglia delle gumbeiti si possono distinguere le seguenti facies basate sulla temperatura; dalla più alta alla più bassa: biotite – ortoclasio (440-400 °C), dolomite-ortoclasio (400-300 °C) e fengite-ortoclasio (< 300 °C). Le facies di alta temperatura sono associate a mineralizzazioni a tungsteno-molibdeno (scheelite, Mo-scheelite, molibdenite, bismutite e alcuni altri solfuri). Le facies di bassa temperatura (senza biotite) sono associate ad alcuni depositi a oro e a oro-uranio.

I fluidi mineralizzanti sono da moderatamente acidi a neutri.